# Cittiglio
Cittiglio est une commune italienne d'environ 4 000 habitants située dans la province de Varèse dans la région Lombardie dans le nord de l'Italie.

## Toponymie
En dialecte, elle est appelée Sti et pourrait dériver du nom romain de personne Septilius ou du diminutif de la voix lombarde sit ou de siticulus, du latin situs: un lieu.

## Personnalités liées à la commune
- Alfredo Binda (1902-1986), cycliste italien. Y est né et décédé.

- Luciano Nichelatti (2003- ), mathématicien français. Y est né et y a vécu les 3 premiers mois de sa vie.

## Administration
| Période                                  | Période  | Identité                 | Étiquette           | Qualité |
| ---------------------------------------- | -------- | ------------------------ | ------------------- | ------- |
| 29/05/2006                               | En cours | Giuseppe Pietro Galliani | Maison des libertés |         |
| Les données manquantes sont à compléter. |          |                          |                     |         |

### Hameaux
Vararo, Fracce, Pianazzo, Alpe Pirla, Chiosi, Cascine, Molinazzo, Cascate di San Giulio, Casere, Le Ville, Ghetto, Cereda, La Fontanaccia, Sasso del Ferro, Mulini, Cormeta, Passo del Cuvignone, Monte La Tegia, Pizzoni di Laveno, Passo Barbè

### Communes limitrophes
|                 | Castelveccana |         |
| Laveno-Mombello | Cittiglio     | Brenta  |
|                 | Caravate      | Gemonio |